# Alexandru Grosu
Alexandru Grosu /aleksandru grosu/ (ur. 18 kwietnia 1988 w Kiszyniowie) – mołdawski piłkarz występujący na pozycji skrzydłowego w drużynie Zarei Bielce.

## Statystyki kariery klubowej
Stan na 1 lipca 2018.
| Klub                 | Sezon     | Liga              | Liga  | Liga   | Puchar krajowy | Puchar krajowy | Puchar ligi | Puchar ligi | Puchary europejskie | Puchary europejskie | Suma  | Suma   |
| Klub                 | Sezon     | Liga              | Mecze | Bramki | Mecze          | Bramki         | Mecze       | Bramki      | Mecze               | Bramki              | Mecze | Bramki |
| -------------------- | --------- | ----------------- | ----- | ------ | -------------- | -------------- | ----------- | ----------- | ------------------- | ------------------- | ----- | ------ |
| CSCA-Rapid Kiszyniów | 2009/2010 | Divizia Națională | 19    | 1      | ?              | ?              | –           | –           | –                   | –                   | ?     | ?      |
| CSCA-Rapid Kiszyniów | 2010/2011 | Divizia Națională | 35    | 3      | ?              | ?              | –           | –           | –                   | –                   | ?     | ?      |
| FC Tiraspol          | 2011/2012 | Divizia Națională | 27    | 2      | ?              | ?              | –           | –           | –                   | –                   | ?     | ?      |
| FC Tiraspol          | 2012/2013 | Divizia Națională | 10    | 2      | 1              | 0              | –           | –           | –                   | –                   | 11    | 2      |
| FC Tiraspol          | 2013/2014 | Divizia Națională | 21    | 1      | 1              | 0              | –           | –           | ?                   | ?                   | ?     | ?      |
| FC Tiraspol          | 2014/2015 | Divizia Națională | 16    | 1      | 2              | 0              | –           | –           | 0                   | 0                   | 18    | 1      |
| Zarea Bielce         | 2015/2016 | Divizia Națională | 0     | 0      | 0              | 0              | –           | –           | –                   | –                   | 0     | 0      |
| Zarea Bielce         | 2016/2017 | Divizia Națională | 22    | 3      | 0              | 0              | –           | –           | 2                   | 0                   | 24    | 3      |
| Zarea Bielce         | 2017      | Divizia Națională | 0     | 0      | 0              | 0              | –           | –           | 0                   | 0                   | 0     | 0      |
| Zarea Bielce         | 2018      | Divizia Națională | 7     | 0      | 1              | 0              | –           | –           | 0                   | 0                   | 8     | 0      |

## Statystyki kariery reprezentacyjnej
Stan na 1 lipca 2018.
| Reprezentacja | Rok     | Mecze | Bramki |
| ------------- | ------- | ----- | ------ |
| Mołdawia U-21 | 2009    | 4     | 0      |
| Mołdawia U-21 | 2010    | 4     | 0      |
| Ogólnie       | Ogólnie | 8     | 0      |